# Улица Висвалжа
Улица Ви́свалжа (латыш. Visvalža iela) — улица в Латгальском предместье города Риги, в историческом районе Авоты. Пролегает в юго-восточном направлении, от улицы Эрнеста Бирзниека-Упиша до улицы Сатеклес. С другими улицами не пересекается.
Названа в честь средневекового правителя Ерсикского княжества Висвалдиса.

## История
Улица Висвалжа — одна из старейших улиц своего района. Впервые упоминается в XVIII веке как 2-я Курмановская дамба (Курмановской дамбой до середины XIX века именовалась соседняя улица Эрнеста Бирзниека-Упиша). После того как в конце XVIII в. купцы Поповы построили здесь небольшой железоделательный завод и табачную фабрику, дамбу стали называть «дамба Попова».
На плане 1803 года показана в своих современных границах — как тупиковое ответвление от нынешней ул. Бирзниека-Упиша, но в XIX веке была продлена до Карловской улицы, или Романовки (ныне улица Лачплеша). С 1876 — улица Попова (нем. Popowstrasse, латыш. Popova iela). Южная часть улицы Попова, отрезанная проложенной в 1861 году Риго-Динабургской железной дорогой, в 1928 году была выделена в самостоятельную Малую улицу Попова (латыш. Mazā Popova iela), а с 1936 года получила современное название улица Русиня.
В 1936 году улица Попова получила современное название — по имени латгальского феодала XIII века, правителя Ерсики Висвалдиса (Всеволода). В годы нацистской оккупации именовалась нем. Wiszewaldstrasse, в дальнейшем переименований не было.

## Транспорт
Общая длина улицы Висвалжа — 258 метров; на всём протяжении улица асфальтирована. Движение двустороннее, по одной полосе в каждом направлении. Средняя ширина проезжей части — 10,5 м.
Общественный транспорт по улице Висвалжа не курсирует, но на улице Эрнеста Бирзниека-Упиша есть остановка «Visvalža iela».

## Примечательные объекты
- Дом № 1 — бывший доходный дом Борбе (1897, архитектор Альфред Ашенкампф).
- Дом № 2 и 4 — Рижская украинская средняя школа[латыш.]. Дом № 4 построен в 1903—1905 годах как еврейская начальная школа (архитектор Вильгельм Нейман). В советский период в здании располагалась средняя школа № 9. Дом № 2 — новый корпус школы № 9, пристроенный в 1967 году.
- Дом № 3A — бывший доходный дом Барча (1899, архитектор Рудольф Донберг).
- Дом № 4A — учебный корпус факультета гуманитарных наук Латвийского университета (1966-1970, подрядчик СУ-60 треста «Ригастрой»).
- Дом № 6 — бывшее здание махорочно-табачной фабрики товарищества «Братья Поповы в Риге» (1870, архитектор Янис Бауманис).
- Дом № 7 — бывший доходный дом акционерного общества «Промышленник» (1914).
- Дом № 8 — бывшая усадьба купцов Поповых, памятник архитектуры регионального значения[7].
 Точный год постройки усадьбы неизвестен, впервые показана на плане 1769 года. Первоначально усадьба располагалась вне городской застройки — в окружении лугов и огородов. Территория усадьбы уменьшилась после постройки железной дороги, прошедшей через её участок.
 Усадебный дом построен в стиле барокко с элементами классицизма, но также хорошо различимы и пристройки, сделанные уже в XX веке. Самый старый сохранившийся его рисунок датируется 1820-ми годами; на нём здание изображено на довольно высоком (около 1 метра) фундаменте. После Второй мировой войны в усадебном доме располагалось Управление рыбного хозяйства Латвийской ССР. В настоящее время здание используется как жилое, его историческая планировка частично изменена[8].
- Дом № 9 — средняя школа № 15 (1950—1951, типовой проект на 880 учеников; здание реновировано в 2010 году).

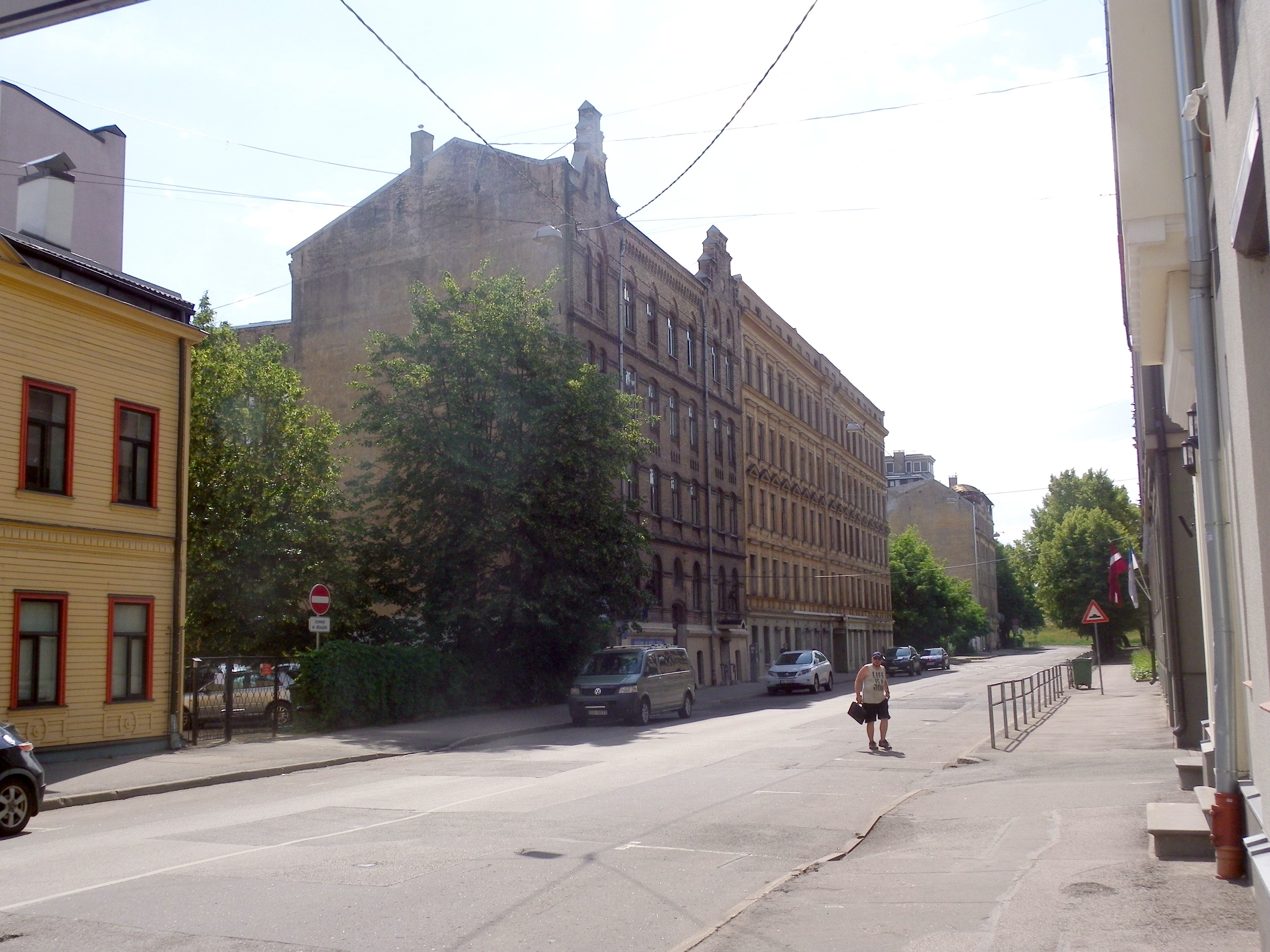
Дома № 1 и 3
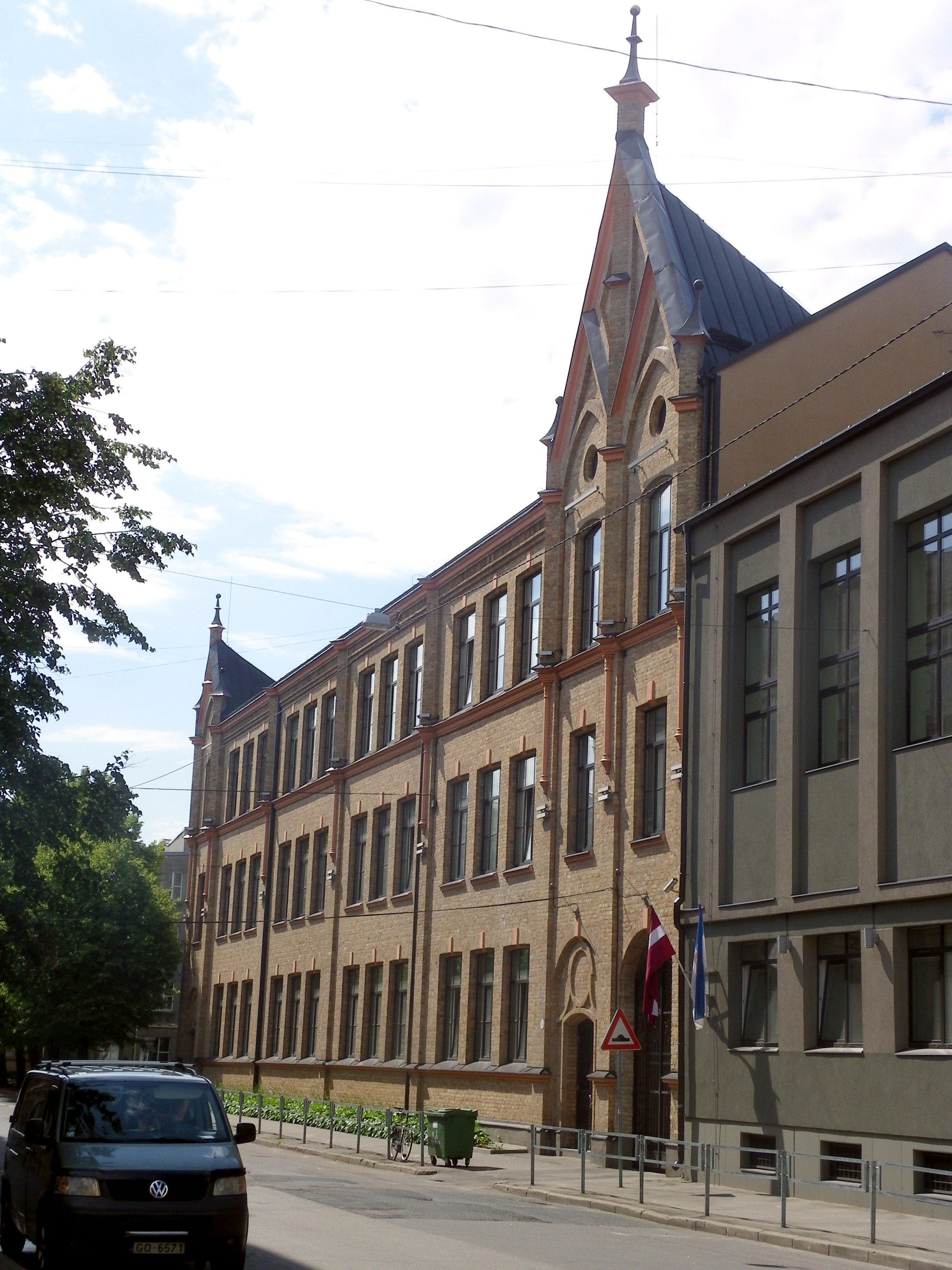
Дом № 4
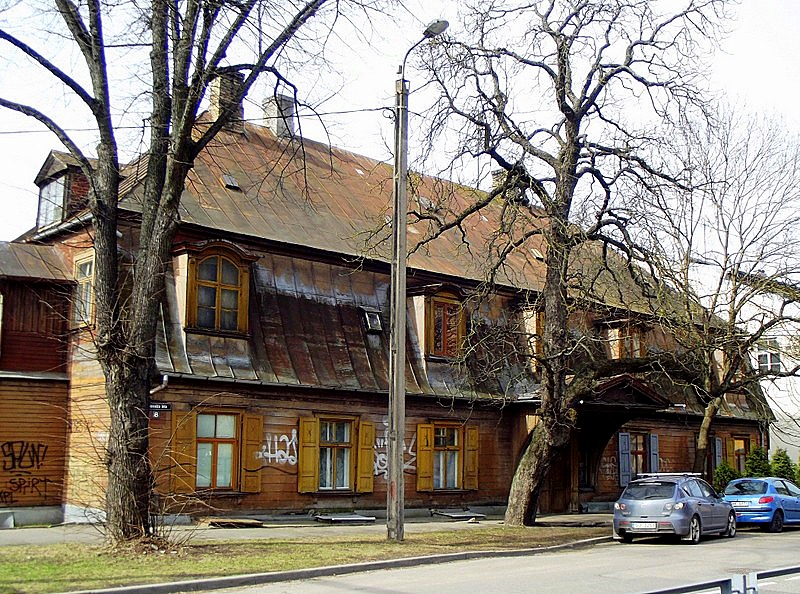
Дом № 8 (усадьба Попова)
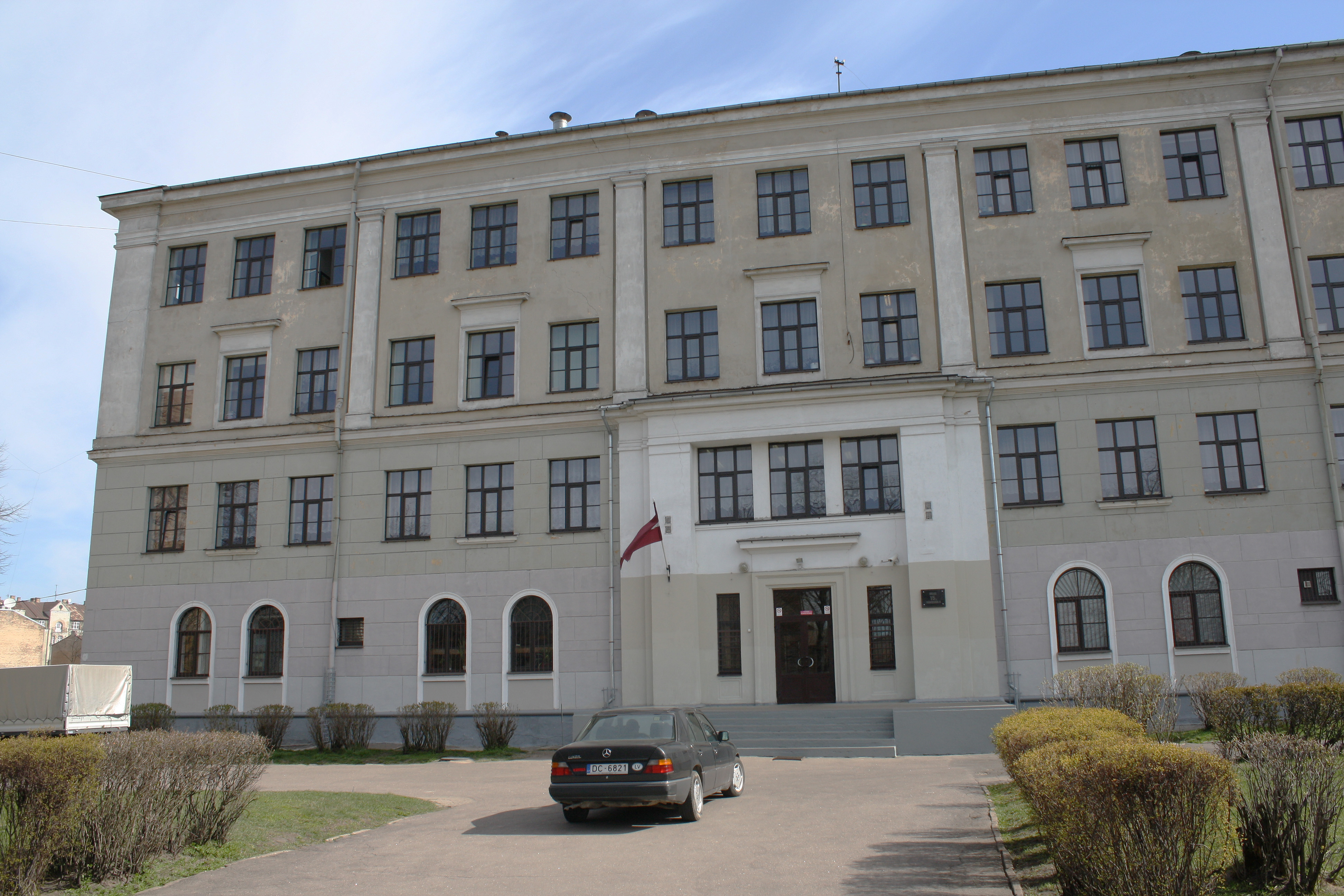
Дом № 9 (средняя школа № 15)